# 飛行俱樂部 度假勝地
《飛行俱樂部 度假勝地》是一款由Monster Games制作并由任天堂发行于任天堂3DS平台上的飞行模拟游戏。本作是前作《飞行俱乐部64》时隔15年之后的正统续作，也是系列首次登陆到掌机平台上。本作于2011年3月25日率先在欧洲地区发售，3月27日于北美地区发售，4月14日于日本发售。

## 游戏概况

本作利用3DS的双屏设计，将前作中的雷达换为更全面的地图并移至下屏，使游戏主界面更加简洁。

《飛行俱樂部 度假勝地》采用了《Wii運動 度假勝地》中的乌富岛（ウーフーアイランド，Wuhu Island）作为本作的地图。本作的游戏模式包括了“自由飞行（Free Flight Mode）”和“任务飞行（Mission Flight Mode）”两种模式。
- 自由飞行模式：允许玩家驾驶任意飞行器去自由飞翔并探索乌富岛。玩家还可以在游戏中收集黄金气球和特技圆环等各种物品来解锁游戏的某些功能，但是这个是有时间限制的。[2]

- 任务飞行模式：要求玩家在特定范围内完成一系列目标。这些越来越难的任务横跨了入门级、铜牌、银牌、金牌、白金直到钻石级一共六个级别。而玩家在每个任务中的表现都会被评分，评分为1星至3星。[2]

## 开发历史
《飛行俱樂部 度假勝地》的首次公开是在2010年E3的任天堂发布会上， 并在当年的展会上提供了可试玩的展示（Demo）， 包括了驾驶固定翼飞机和火箭背包的任务。 之后媒体还公布了系列传统载具—滑翔伞的回归。
《飛行俱樂部 度假勝地》是任天堂3DS上第一款可以使用Mii角色的游戏。

## 媒体评价
| 媒体           | 得分  |
| -------------- | ----- |
| 1UP.com        | B     |
| Edge           | 6     |
| Eurogamer      | 8/10  |
| IGN            | 7/10  |
| 任天堂世界报道 | 8/10  |
| 官方任天堂杂志 | 81%   |
| Fami通         | 31/40 |

## 外部連結
- （日語）遊戲官方網站 （页面存档备份，存于）
- （英文）遊戲官方網站